# Ian Taylor (hokeista na trawie)
Ian Charles Boucher Taylor (ur. 24 września 1954 w Bromsgrove) – brytyjski hokeista na trawie. Dwukrotny medalista olimpijski.
Był bramkarzem. W rozgrywkach międzypaństwowych debiutował w 1977. Grał w reprezentacji Wielkiej Brytanii (80 razy) i Anglii (91 spotkań), z nią był m.in. wicemistrzem świata w 1986. Brał udział w dwóch igrzyskach (IO 84, IO 88), za każdym razem zdobywał medale: brąz w 1984 oraz złoto w 1988. W 1988 był chorążym brytyjskiej ekipy w czasie ceremonii otwarcia igrzysk. Po zakończeniu kariery był m.in. komentatorem telewizyjnym i działaczem sportowym.